# Blaise Matuidi
Blaise Matuidi (* 9. dubna 1987 Toulouse) je bývalý francouzský profesionální fotbalista s angolskými kořeny, který hrával na pozici středního záložníka. Svoji hráčskou kariéru ukončil v prosinci 2022 v americkém klubu Inter Miami CF. Účastník Mistrovství světa 2014 v Brazílii, Mistrovství světa 2018 v Rusku a EURA 2016 ve Francii odehrál v dresu francouzské reprezentace celkem 84 utkání, v nichž vstřelil 9 branek.

## Klubová kariéra
V seniorském fotbale debutoval v dresu Troyes AC, pak hrál za AS Saint-Étienne.
V červenci 2011 podepsal tříletý kontrakt s Paris Saint-Germain FC. V létě 2017 se stěhoval do Itálie, posílil Juventus FC z Turína.
V březnu 2020 u něj byla, jako u druhého hráče Juventusu, potvrzena nákaza nemocí covid-19.
V prosinci 2022 oznámil konec sportovní kariéry.

## Reprezentační kariéra
Hrál za mládežnické výběry Francie v kategorii U19 a U21.
Blaise Matuidi debutoval v A-týmu Francie 7. září 2010 pod trenérem Laurentem Blancem v kvalifikačním utkání proti reprezentaci Bosny a Hercegoviny (výhra 2:0), dostal se na hřiště v 81. minutě.
Na EURU 2012 konaném v Polsku a na Ukrajině byl součástí 23členného týmu, ale kvůli zranění neodehrál ani jeden zápas (Francie na šampionátu prohrála 0:2 ve čtvrtfinále se Španělskem).
Trenér Didier Deschamps jej vzal na Mistrovství světa 2014 v Brazílii. Francouzi vypadli na šampionátu ve čtvrtfinále s Německem po porážce 0:1. Matuidi vstřelil jeden gól v základní skupině E proti Švýcarsku (výhra 5:2).

Představil se i na domácím EURU 2016.

## Úspěchy

### Individuální
- Tým roku Ligue 1 podle UNFP – 2012/13,[13] 2015/16[14]